# White Roding
 (avril 2023).
Pour les articles homonymes, voir White et Roding.
White Roding est un village et une paroisse civile de l'Essex, en Angleterre.